# Superior (Colorado)
Superior és una població dels Estats Units a l'estat de Colorado. Segons el cens del 2000 tenia 9.011 habitants.

## Demografia
Segons el cens del 2000, Superior tenia 9.011 habitants, 3.381 habitatges, i 2.285 famílies. La densitat de població era de 880,8 habitants per km².
Dels 3.381 habitatges en un 42,6% hi vivien nens de menys de 18 anys, en un 59,7% hi vivien parelles casades, en un 5,2% dones solteres, i en un 32,4% no eren unitats familiars. En el 21,4% dels habitatges hi vivien persones soles el 0,5% de les quals corresponia a persones de 65 anys o més que vivien soles. El nombre mitjà de persones vivint en cada habitatge era de 2,67 i el nombre mitjà de persones que vivien en cada família era de 3,2.
Per edats la població es repartia de la següent manera: un 29,4% tenia menys de 18 anys, un 9,2% entre 18 i 24, un 44,4% entre 25 i 44, un 15,4% de 45 a 60 i un 1,5% 65 anys o més.
L'edat mediana era de 31 anys. Per cada 100 dones de 18 o més anys hi havia 107,3 homes.
La renda mediana per habitatge era de 82.079 $ i la renda mediana per família de 92.543 $. Els homes tenien una renda mediana de 66.265 $ mentre que les dones 37.108 $. La renda per capita de la població era de 36.326 $. Entorn del 2,5% de les famílies i el 3,8% de la població estaven per davall del llindar de pobresa.

## Poblacions més properes
El següent diagrama mostra les poblacions més properes.